# Първа атака на Плевен
Вижте пояснителната страница за други значения на Плевен.
Първа атака на Плевен поставя началото на петмесечни кръвопролитни битки за овладяването на града. Провежда се по време на Руско-турската война (1877 – 1878).

## Оперативна обстановка

### Придвижване на турските войски
На 15 юни 1877 г. действащата Руска армия на Балканския полуостров извършва десант на река Дунав в района на Зимнич-Свищов. Тъй като не разполага с достатъчно сили в района, турското командване смята, като остави във Видин достатъчно войски за отбраната на града, Видинският армейски корпус с командир Осман паша да настъпи по направлението Ловеч – Търново и да се съедини с пристигналия от Шумен Ахмед Еюб паша. От там да настъпи към Свищов.
За изпълнението на този план, Осман паша след като получава очакваната телеграма за действие, се насочва към Никопол с най-добрите си 19 табора, 5 ескадрона и 9 батареи (ветерани от Сръбско-турската война (1876). По пътя си присъединява още 3 табора от гарнизона на Оряхово. По време на придвижването си към Никопол и като достига река Искър, научава, че Западният руски отряд е превзел Никопол и променя посоката си на движение към Плевен, като ускорява движението си. Започва да изминава по 33 км на ден и взима разстоянието от 200 км за 6 дни. На 6 юли нощува в Долна Митрополия, а призори на 7 юли вече е заел удобни позиции около Плевен. Така Осман паша влиза в града като изпреварва само с няколко часа руските войски, които за същото време не успяват да изминат разстоянието от 40 км. В Плевен го очаква Атуф паша с още 3 табора, 1 ескадрон и 4 оръдия от гарнизона на Никопол като по този начин армията му нараства до 17 хиляди офицери и войници или 25 табора, 6 ескадрона и 10 батареи.

### Придвижване на руските войски
Веднага след падането на Никопол на 4 юли, началник на щаба на Действащата армия генерал Артур Непокойчицки изпраща телеграма до генерал-лейтенант Николай Криденер и генерал-лейтенант Юрий Шилдер-Шулднер, с която им заповядва веднага да се отправят към Плевен с Кавказката казашка бригада, два пехотни полка и артилерия, за да го заемат. През следващите два дни – 5 и 6 юли са изпратени нови две телеграми, с които отново се нарежда незабавно изпращане на войски към Плевен. Съобщава се и за възможно настъпление на турската армия откъм Видин, чието напускане на града е забелязано от румънските войски на Дунав.
Изпратените към река Вит и Плевен разузнавателни отряди не успяват да открият придвижването на армията на Осман паша. Въпреки че край река Искър се натъкват на турски лагер, разузнавачите предполагат, че е на отстъпващи от Никопол разбити турски табори.
В случай, че руските части не са в състояние да потеглят, се заповядва незабавното изпращане на Кавказката казашка бригада и част от пехотата. Руският отряд обаче не бърза с потеглянето. След битката при Никопол се нуждае от попълване на запасите от храни и амуниции, от превързване на ранените си, от погребване на убитите. Освен това сведения, събрани от конната бригадата на полковник Иван Тутолмин, сочат, че турците разполагат в Плевен със слаби сили – изчислени на 6 табора или около 4000 офицери и войници, 4 – 6 оръдия и 200 – 300 конници. Това дава увереност, че три пехотни полка са напълно достатъчни да изтласкат турците от града. Предполага се, че турците няма да го защитават, понеже Плевен няма до момента стратегическо значение и се намира между Никопол и Ловеч, заети вече от руските войски. Всички тези обстоятелства довеждат русите пред Плевен едва на 7 юли с по-малобройни сили, при това разделени на два отряда – северен и източен и отстоящи на голямо разстояние един от друг.
Северен отряд – командир генерал–лейтенант Юрий Шилдер-Шулднер:
- 17-и Архангелогородски пехотен полк
- 18-и Вологодски пехотен полк
- 9-и Донски казашки полк
- 5-а артилерийска бригада (4 батареи)

Източен отряд – командир полковник Игнатий Михайлович Клейнхауз:
- 19-и Костромски пехотен полк
- Кубански казашки полк (2 сотни)
- 31-ва артилерийска бригада (една батарея)

Кавказка казашка бригада – командир полковник Иван Тутолмин, има задача да маневрира и не взима участие в боя.
Реално генерал Юрий Шилдер–Шулднер разполага с повече от два пъти по-малобройни войски от противника си с едва 9 пехотни батальона с 40 оръдия и два конни полка за прикриване на фланговете.

## Турските позиции
Основната позиция на турците е разположена северно от Плевен по гребена на Янък баир. На север от него се простира широкият и дълбок дол на река Буковлък, а на юг – стръмният дол на Гривицката река. Северният склон на баира е покрит с ниски, гъсти храсти, които умело са използвани за прикритие от турските стрелци. Левият фланг на позицията завършва при село Буковлък, а десният – при Гривицките възвишения. Позицията е трудно достъпна както фронтално, така и по фланговете. На разстояние 2 – 3 км напред предлага отлична видимост и възможност за обстрел. Землени укрепления все още не са изградени, но естествената недостъпност на околните възвишения са умело използвани за отбраната на града. На турците е невъзможно да укрепят заетата позиция за една нощ, при положение че разполагат само с щикове за копаене. Атуф паша, който пристига десетина дни преди това с войниците си от Никополския гарнизон с 3 табора, 1 ескадрон и 4 оръдия, е успял да изгради главните отбранителни линии. На Янък баир и зад село Гривица са изградени позиции за батареите и ложементи за пехота. Не без основание Осман паша очаква главната атака срещу Янък баир и разполага тук 16 табора с 5 оръдейни батареи под командването на генерал-майор Ахмед Хивзи паша. Други 2 табора с 1 батарея разполага североизточно при село Опанец, а трети отряд от 1 табор и 3 оръдия с командир майор Исса ага – на юг за прикритие откъм Ловеч. Останалите части остават в резерв в долината източно от града.

## Ход на военните действия

### Първи етап на боя
Отрядът на генерал-лейтенант Юрий Шилдер-Шулднер, определен да атакува Плевен, наброява 7000 пехотинци, 1600 кавалеристи и 46 оръдия. През нощта на 7 срещу 8 юли отрядът е разделен на две колони, отстоящи на 25 км една от друга. Едната се намира край селата Шияково и Крета, а другата – при селата Трънчовица и Българене. Преди всичко генерал-лейтенант Юрий Шилдер-Шулднер трябва да се погрижи двете колони да се обединят. Вместо това, водени от неточни карти на района, те се раздалечават.

#### Дясна колона
Дясната колона, в която влизат 17-и Архангелогородски и 18-и Вологодски пехотни полкове от 5-а пехотна дивизия, настъпват на 7 юли през село Върбица и достигат край село Буковлък. Отрядът следва да спре при кладенците на селото за почивка. Върху челната рота, когато изкачва последната височина, неочаквано се посипват турски снаряди. Осман паша, който е осведомен за придвижването на русите, държи в готовност армията си на позиции. Понеже русите не атакуват, турците предприемат настъпление срещу десния им фланг. Първоначалното смущение на челната рота преминава скоро и двата полка се пръсват във вериги, като спират турското настъпление. Артилерията също влиза в действие. Генерал-лейтенант Юрий Шилдер-Шулднер дава време на войските да се подготвят за бой и праща известие до лявата колона на полковник Игнатий Клейнхауз. Понеже не получава обратен отговор, в 20 часа прекратява артилерийския огън и войниците остават да нощуват на позициите си.

#### Лява колона
Лявата колона, в чийто състав влизат 19-и Костромски пехотен полк и Кавказката казашка бригада, достига село Згалево едва следобяд на 7 юли. Отрядът спира на лагер, а две казашки сотни са изпратени към село Гривица да разузнаят пътя към Плевен. Селото обаче е заето от черкези, които избиват българските селяни, работещи по полето. Казаците се завръщат без да са събрали сведения за числеността и разположението на противника.
Първият етап на боя се ограничава с артилерийска стрелба по позициите на Янък баир, без активно участие на пехотата. В края на деня генерал-лейтенант Юрий Шилдер-Шулднер разбира, че турците разполагат с по-големи сили отколкото е предполагал първоначално. Под влияние на победата при Никопол обаче, бойният дух на руските войници остава висок.

### Втори етап на боя
Генерал-лейтенант Юрий Шилдер-Шулднер решава да атакува отново на следващия ден сутринта с двете колони. Дясната колона под негово командване ще се насочи срещу левия фланг на турската позиция на Янък баир при с. Буковлък, а лявата – срещу десния фланг при село Гривица. Девети Донски казашки полк ще подсигурява десния фланг от турските табори при село Опанец.

#### Десен фланг
Десният фланг започва сражението в 4:45 часа сутринта със силен артилерийски огън по турските батареи на Янък баир. Турците отговарят с оръдия от голям калибър и понеже огънят им е действителен, генерал-лейтенант Юрий Шилдер-Шулднер решава да не губи време и заповядва в 5:30 часа настъпление на дясната колона. Без необходимата артилерийска подготовка и без точни сведения за силите и разположението на врага, в атака са изпратени 18-и Вологодски пехотен полк и роти на 17-и Архангелогородски пехотен полк. Въпреки силния артилерийски огън, пехотинците успяват да изтласкат противника, преминават малката Буковлъшка бара, прочистват храсталаците от турските стрелци и достигат на 100 м от турските батареи. Атаката продължава в направлението на земния път от село Бръшляница за Плевен и достигат до билото на Янък баир и се вклиняват в турската отбрана.
Според военния кореспондент на вестник „L'echo d'orient“ от билото му се вижда Плевен и те се спускат в преследване на отстъпващия противник. Достигат до покрайнините на града, като предните части навлизат по улиците и започват бой. Убедени в успеха си, войниците оставят шинелите и раниците си на земята и на групи се пръскат из улиците, като дори пеят песни. Неочаквано от стотици прозорци и балкони срещу тях полита град от куршуми. Малките групи оказват съпротива, но скоро турците получават подкрепления и те започват отстъпление. В този момент е ранен бригадният командир генерал-майор Богдан Кноринг и командирът на 17-и Архангелогородски полк полковник Иван Розенбом. Руските войници правят опит да изнесат полковника, но турците го убиват и отнасят на щиковете си в града. Според Тал Ат – началник на щаба на турската армия, русите са взели погрешно село Буковлък за Плевен, т.е. въобще не са проникнали в неговите покрайнини и дори не достигнат до билото на Янък баир.
Този първоначален успех е постигнат с цената на многобройни жертви, а липсват резерви, за да бъде затвърден и доразвит. Обратно е при турците. Осман паша изпраща подкрепления и те преминават в контранастъпление. Генерал-лейтенат Юрий Шилдер-Шулднер поисква на няколко пъти подкрепления и медицинска помощ от генерал-лейтенат Николай Криденер и след като не ги получава, към 12 часа заповядва постепенно отстъпление към село Бръшляница. Отстъплението се прикрива от 20-и Галицки пехотен полк, който пристига в края на боя от село Муселиево. Турците правят слаби опити за преследване, но са отбити. Към 18 часа те също прекратяват огъня. Таборите при село Опанец също предприемат настъпление срещу десния фланг на русите, но са спрени от 9-и Донски казашки полк, една батарея и няколко роти от 18-и Вологодски пехотен полк.

#### Ляв фланг
Левият фланг, под командването на полковник Игнатий Клейнхауз излиза при село Згалево сутринта и се отправя към село Гривица. По пътя войниците му са обстрелвани от турската батарея зад селото. Руските артилеристи отвръщат на огъня и след като изваждат от строя две оръдия, я заставят да замлъкне. Деветнадесети Костромски пехотен полк се разгръща във верига и атакува турските окопи. Очистени са първият и вторият ред окопи. Когато достигат третия ред, зает от башибозуци, те се качват на конете си и побягват към града. Руската батарея пренася огъня си върху бегълците и предизвиква силна паника сред турците. За да спре отстъплението на войските си, Осман паша заплашва Тахир паша, че ще открие огън с артилерията срещу неговите подразделения. С помощта на изпратените подкрепления, турците засядат из градините и крайните къщи на града, като организират отново отбраната си.
Левият отряд успява да постигне по-големи резултати от десния, но и той няма резерви, за да го затвърди. Патроните и снарядите привършват, а стрелбата откъм село Буковлък е прекратена. При това положение полковник Седлецки, който е поел командването след загиването на полковник Игнатий Клейнхауз, заповядва отстъпление към село Българене. Изоставени на бойното поле са 17 сандъка с патрони за винтовка „Крнка“, 300 походни палатки и оръжия. Турците не правят никакви опити за преследване.

#### Кавказка казашка бригада
Кавказката казашка бригада, под командването на полковник Иван Тутолмин, излиза сутринта на 8 юли от село Славяново и се отправя към село Радишево. Конно-планинската батарея избира място за обстрелване на турците, но се оказва, че огънят е недействителен. Тогава полковник Иван Тутолмин, уверен в успеха на битката, решава да се придвижи към пътя за Ловеч, за да преследва разбития противник. Кавказката бригада бездейства и не изпълнява поставената задача да атакува противника в тил. От височината на избраното място наблюдава действията на 19-и Костромски пехотен полк и когато започна да отстъпва, връща бригадата към село Гривица, като прикрива отстъплението и подпомага събирането на ранените.

## Резултати
Първата атака на Плевен е неуспешна и основна причина за това е лошото разузнаване. То подвежда командването, като му дава грешна представа за числеността на турските войски. Оказва се, че русите атакуват двойно по-многоброен противник, при това заел удобни отбранителни позиции. При атаката на Плевен руските части губят 72 офицери и 2771 войници. Турските загуби са изчислени на около 2000 убити и ранени. Като второстепенни причини за неуспеха се посочват:
- Грешните карти на района, които объркват придвижването на русите;
- Забавянето при тръгването от Никопол, което позволява на Осман паша пръв да се укрепи в Плевен;
- Издръжливостта на турските войници, които въпреки 7 – 8 дневен ускорен поход, се бият храбро;
- Военните способности на Осман паша при използването на природните дадености на терена.

Според някои военни експерти, отказът на Осман паша да преследва разбитите руски полкове може да се счита за груба грешка. Напротив, веднага след като русите отстъпват и очаквайки възобновяване на атаката, пашата заповядва пълно окопаване на заетите позиции.
Неуспехът срещу Плевен идва веднага след падането на Никопол, когато главнокомандуващият Николай Николаевич смята, че се е справил с противодействието на турците на запад и е насочил цялото си вниманието към настъпление на юг. Русите се опасяват да не бъдат атакувани от две страни: от армията на Осман паша и от войски от четириъгълника на крепостите. Освен това на 14 юли се получават сведения, според които армията на Сюлейман паша, изчислявана на 30 хил. офицери и войници, се превозва по море от Албания с английски кораби. Всичко това води руското командване бързо да подготви втората атака на Плевен.

## Загуби

### Руски загуби
| подразделение                       | убити   | убити   | изчезнали | ранени и контузени | ранени и контузени | ОБЩО    | ОБЩО    |
|                                     | офицери | войници | войници   | офицери            | войници            | офицери | войници |
| ----------------------------------- | ------- | ------- | --------- | ------------------ | ------------------ | ------- | ------- |
| Висше командване                    | 0       | 0       | 0         | 1                  | 0                  | 1       | 0       |
| 17-и Архангелогородски пехотен полк | 14      | 369     | 100       | 19                 | 419                | 33      | 888     |
| 18-и Вологодски пехотен полк        | 5       | 40      | 449       | 13                 | 174                | 18      | 663     |
| 19-и Костромски пехотен полк        | 7       | 358     | 0         | 16                 | 494                | 23      | 852     |
| 9-и Донски казашки полк             | 0       | 8       | 0         | 0                  | 25                 | 0       | 33      |
| 5-а артилерийска бригада            | 0       | 4       | 0         | 3                  | 8                  | 3       | 12      |
| 31-ва артилерийска бригада          | 0       | 1       | 0         | 2                  | 14                 | 2       | 15      |
| общо                                | 26      | 780     | 549       | 54                 | 1134               | 80      | 2463    |

### Списък на загиналите офицери
| №, чин, имена                        | №, чин, имена                        | №, чин, имена                        | убит/починал                         | убит/починал                         | допълнителни данни                                          |
| 17-и Архангелогородски пехотен полк: | 17-и Архангелогородски пехотен полк: | 17-и Архангелогородски пехотен полк: | 17-и Архангелогородски пехотен полк: | 17-и Архангелогородски пехотен полк: | 17-и Архангелогородски пехотен полк:                        |
| ------------------------------------ | ------------------------------------ | ------------------------------------ | ------------------------------------ | ------------------------------------ | ----------------------------------------------------------- |
| 1                                    | полковник                            | Иван Розенбом                        | убит                                 | убит                                 | командир на полк                                            |
| 2                                    | полковник                            | Игнатий Маркевич                     | убит                                 | убит                                 | командир на стрелци                                         |
| 3                                    | майор                                | Егор Уваров                          | починал от раните                    | починал от раните                    | командир на 1-ви батальон, умира в село Муселиево           |
| 4                                    | щабскапитан                          | Платон Марковский                    | починал от раните                    | починал от раните                    | команди на 2-ра стрелкова рота, умира в село Муселиево      |
| 5                                    | щабскапитан                          | Кульчицкий                           | убит                                 | убит                                 | командир на 3-та рота                                       |
| 6                                    | щабскапитан                          | Иван Гембицкий                       | убит                                 | убит                                 | командир на 8-а рота                                        |
| 7                                    | щабскапитан                          | Рудолф Хес                           | убит                                 | убит                                 | офицер                                                      |
| 8                                    | поручик                              | Павел-Болеслав Махницкий             | убит                                 | убит                                 | младши офицер в 3-та стрелкова рота                         |
| 9                                    | поручик                              | Егор Никитин                         | убит                                 | убит                                 | младши офицер в 1-ва рота                                   |
| 10                                   | подпоручик                           | Петър Константинович                 | убит                                 | убит                                 | младши офицер                                               |
| 11                                   | подпоручик                           | Афанасий Воробей                     | убит                                 | убит                                 | командир на 11-а рота                                       |
| 12                                   | подпоручик                           | Валериан Балутин                     | убит                                 | убит                                 | младши офицер в 8-а рота                                    |
| 13                                   | подпоручик                           | Михаил Марковский                    | убит                                 | убит                                 | младши офицер във 2-ра рота                                 |
| 14                                   | прапорщик                            | Александър Ядрило                    | убит                                 | убит                                 | младши офицер                                               |
| 15                                   | прапорщик                            | Игнатий Войцехович                   | убит                                 | убит                                 | младши офицер                                               |
| 18-и Вологодски пехотен полк:        |                                      |                                      |                                      |                                      |                                                             |
| 16                                   | майор                                | Алам Юрковский                       | убит                                 | убит                                 | щабен офицер в 1-ви батальон                                |
| 17                                   | щабскапитан                          | Нестор Самсонов-Двойников            | убит                                 | убит                                 | командир на 7-а рота, умира от раните                       |
| 18                                   | щабскапитан                          | Михаил Домонтович                    | починал от раните                    | починал от раните                    | командир на 12-а рота, умира в село Муселиево               |
| 19                                   | поручик                              | Николай Коведяев                     | убит                                 | убит                                 | младши офицер в 7-а рота                                    |
| 20                                   | поручик                              | Иван Хорошенко                       | убит                                 | убит                                 | командир на 10-а рота                                       |
| 21                                   | подпоручик                           | Сергей Яндовский                     | починал от раните                    | починал от раните                    | младши офицер в 1-ва стрелкова рота, умира в село Муселиево |
| 22                                   | подпоручик                           | Михаил Федотов                       | убит                                 | убит                                 | младши офицер в 9-а рота                                    |
| 23                                   | прапорщик                            | Арсений Горский                      | убит                                 | убит                                 | младши офицер в 10-а рота                                   |
| 19-и Костромски пехотен полк:        |                                      |                                      |                                      |                                      |                                                             |
| 24                                   | полковник                            | Игнатий Михайлович Клейнхауз         | убит                                 | убит                                 | командир на полк                                            |
| 25                                   | подполковник                         | Валериан Александрович Дьяконов      | убит                                 | убит                                 | командир на 1-ви батальон                                   |
| 26                                   | майор                                | Николай Михаилович Цеханович         | убит                                 | убит                                 | младши щабен офицер                                         |
| 27                                   | щабскапитан                          | Николай Демьянавич Стог              | убит                                 | убит                                 | офицер                                                      |
| 28                                   | поручик                              | Константин Яковлевич Тарасевич       | убит                                 | убит                                 | командир на 2-ра стрелкова рота                             |
| 29                                   | прапорщик                            | Дмитрий Белоровский                  | убит                                 | убит                                 | младши офицер                                               |
| 30                                   | прапорщик                            | Григорий Котловский                  | убит                                 | убит                                 | младши офицер                                               |
| 31                                   | прапорщик                            | Владимир Романович Хоменко           | починал от раните                    | починал от раните                    | младши офицер, умира на 12 юли 1877 г. в село Българене     |

## Паметници
| №  | паметник на                                                                            | местонахождение                                                                                     | изображение | изображение | изображение |
| -- | -------------------------------------------------------------------------------------- | --------------------------------------------------------------------------------------------------- | ----------- | ----------- | ----------- |
| 1. | 17-и Архангелогородски пехотен полк 12 офицери 482 нисши чина 2 артилеристи            | Буковлък местност Янък баир 43°26′23.4″ с. ш. 24°37′43.3″ и. д. / 43.439833° с. ш. 24.628694° и. д. |             |             |             |
| 2. | 18-и Вологодски пехотен полк 6 офицери 486 нисши чина 1 артилерист                     | Буковлък местност Янък баир 43°26′25.7″ с. ш. 24°37′32.9″ и. д. / 43.440472° с. ш. 24.625806° и. д. |             |             |             |
| 3. | 17-и и 18-и полк майор Уваров капитан Марковски капитан Домонтович подпоручик Яндовски | Муселиево 43°38′19.6″ с. ш. 24°51′07.7″ и. д. / 43.638778° с. ш. 24.852139° и. д.                   |             |             |             |
| 4. | 17-и Архангелогородски пехотен полк полковник Розенбом                                 | Буковлък местност Езерото 43°26′35.6″ с. ш. 24°37′39.9″ и. д. / 43.443222° с. ш. 24.62775° и. д.    |             |             |             |
| 5. | 19-и Костромски пехотен полк 7 офицери 406 нисши чина                                  | Гривица местност Липачката 43°25′31.4″ с. ш. 24°42′26.4″ и. д. / 43.425389° с. ш. 24.707333° и. д.  |             |             |             |
| 6. | 19-и Костромски пехотен полк 153 нисши чина                                            | Гривица Парк на дружбата 43°24′56.8″ с. ш. 24°41′40.1″ и. д. / 43.415778° с. ш. 24.694472° и. д.    |             |             |             |
| 7. | 19-и Костромски пехотен полк прапорщик Хоменко                                         | Българене местност Ялията 43°27′16″ с. ш. 25°03′47.3″ и. д. / 43.454444° с. ш. 25.063139° и. д.     |             |             |             |

## Любопитни факти
- Малко известен факт е, че преди първата атака, Плевен е бил зает за кратко от руски подразделения. На 23 юни 1877 г. 6-а сотня от 30-и Донска казашки полк с командир есаул Афанасиев в състав от 38 казаци, идвайки откъм село Българене навлизат в Плевен. Към този момент в града има само стотина заптиета. Казаците спират пред конака, обезоръжават заптиетата, като заявяват, че градът скоро ще бъде зает от руските войски. Веднага местните първенци от българи и турци се събират на съвет, като канят казаците на кафе в конака. Те отказват кафето, но когато са поканени с вино приемат. След угощението продължават по пътя си към село Тученица и Ловеч, като на тръгване заявяват, че на другия ден ще дойдат руски войски да заемат града. На ново събрание първенците решават да излязат с кръстовете на процесия и да посрещнат русите. На следващия ден казаците, като не откриват своите войски, се връщат с цел да влязат отново в града. Виждайки процесията, я взимат за отряд черкези и се връщат назад. Процесията се спира в недоумение, престоява на място и се връща в града. Какво е било учудването на местните, когато на 27 юни, вместо руси, в Плевен влиза Атуф паша с 3 табора, 4 оръдия и 1 ескардрон от Никополския османски гарнизон.[8]
- Нощта на 7 – 8 юли е прохладна и някои подразделения спят на позициите с шинелите си. На сутринта, когато се отправят в атака на позициите при Янък баир, не ги свалят както повечето други. Така погрешно са взети за турски войници и са обстреляни за кратко от артилерията.
- Руските войници от 19-и Костромски пехотен полк забелязват, че когато отстъпват от позициите си при село Гривица, турците много бързо изнасят от бойното поле убитите и ранените. С това си обясняват, защо след боя им се е струвало, че турските загуби винаги са по-малки.
- При отстъплението си уморените войници от 18-и Вологодския пехотен полк са преследвани от черкези и башибозуци, които мъченически доубиват всички ранени и пленени. По време на това отстъпление със смъртта на героите загиват: майор Юрковский, ранен в крака, е жестоко убит пред очите на своите другари; прапорщик Горский е обкръжен от неприятеля, защитава се със сабята си като убива трима, но ранен в крака, пада и е надупчен на щиковете; поручик Коведяев загива от граната, чиито осколки го поразяват в главата.[9]

## Галерия

### Руски командири
- генерал-лейтенант Николай Криденер командир на IX армейски корпус
- генерал-лейтенант Юрий Шилдер-Шулднер командир на 5-а пехотна дивизия
- полковник Иван Тутолмин командир на Кавказска казашка бригада
- полковник Иван Розенбом, командир на 17-и Архангелогородски пехотен полк – убит на 8 юли
- полковник Степан Рикачов, командир на 18-и Вологодски пехотен полк
- полковник Игнатий Клейнхауз, командир на 19-и Костромски пехотен полк – убит на 8 юли
- полковник Пьотър Разгилдеев, командир на 20-и Галицки пехотен полк

### Турски командири
- Султан Абдул Хамид II
- Осман паша
- Сюлейман паша
- Ахмед Еюб паша